# Korîtne, Radîvîliv
Korîtne (în ucraineană Коритне) este un sat în comuna Tesluhiv din raionul Radîvîliv, regiunea Rivne, Ucraina.

## Demografie
Componența lingvistică a localității Korîtne
     Ucraineană (99,55%)
     Alte limbi (0,44%)
Conform recensământului din 2001, majoritatea populației localității Korîtne era vorbitoare de ucraineană (99,55%), existând în minoritate și vorbitori de alte limbi.